# 日本デザイナー学院九州校
専門学校日本デザイナー学院九州校（せんもんがっこうにっぽんデザイナーがくいんきゅうしゅうこう）は、福岡県福岡市博多区にある福岡県認可のクリエイティブの専門学校。初代校長はグラフィックデザイナーの西島伊三雄。通称は「NDS」。
2022年時点で、校長は大庭香代子、顧問に里中満智子、福島治、中谷日出。
グループ校に専門学校日本デザイナー学院東京校、日本写真芸術専門学校があり、2022年7月にはマレーシア初となる日本のカレッジ日本デザイナー学院マレーシア校（NIPPON DESIGNERS SCHOOL MALAYSIA COLLEGE）を開校した。

## 沿革
- 1968年 - 日本デザイナー学院九州校が設立される。
- 1970年 - 事務機ビルに移転。
- 1977年 - 大博多ビルに移転。
- 1981年 - 西島伊三雄が初代校長として就任。
- 1982年 - 博多駅前に校舎が落成され、専門学校としての認可をうけ専門学校日本デザイナー学院九州校に校名が変更される。
- 1991年 - 学校法人九州呉学園が設立される。
- 1992年 - 専門学校日本デザイナー学院九州校が学校法人九州呉学園の設置校となる。（法人分離）
- 2002年 - 校長に中村誠就任。
- 2004年 - 校長に大庭香代子就任。
- 2015年 - 専門学校日本デザイナー学院九州校に新校舎（D-SQUARE）が落成される。

## 設置学科
当校Webサイト内の「情報公開」より
- デザイン学科（修業年数 3年）
  - グラフィックデザイン科 / イラストレーション科
- クリエイティブ学科（修業年数 3年）
  - くらしデザイン科 / ゲームクリエイター科
- デザイン学科（修業年数 2年）
  - コミックイラスト科 / マンガ科 / 映像・写真科 / 雑貨&アクセサリーデザイン科

## グループ校
- 日本デザイナー学院
- 日本写真芸術専門学校
- 日本デザイナー学院マレーシア校（NIPPON DESIGNERS SCHOOL MALAYSIA COLLEGE）

## 関連人物
- 西島伊三雄 - 日本デザイナー学院九州校 初代校長
- 中村誠 - 日本デザイナー学院九州校 二代目校長／姉妹校 日本デザイナー学院東京校 前校長
- 山名文夫 - 姉妹校 日本デザイナー学院東京校 初代学院長
- 秋山庄太郎 - 姉妹校 日本写真芸術専門学校 日本デザイナー学院 前校長
- 藤井秀樹 - 姉妹校 日本写真芸術専門学校 前校長
- 竹内敏信 - 姉妹校 日本写真芸術専門学校 現校長
- セバスチャン・サルガド - 姉妹校 日本写真芸術専門学校名誉顧問